# Богодухівський молзавод
ТОВ «Богодухівський молзавод» — молокозавод у місті Богодухів, Харківської області.
У 2010-х щомісячний випуск продукції сягає 1 млн грн.

## Історія
Богодухівський молочний завод відкритий на початку 1944 року. У 1969 році завод був переобладнаний.
У 2011 році була встановлена сучасна німецька лінія «ЧАБ», на котрій почали виробляти масло ТМ «Мілкер». У 2014 році встановлена подібна лінія для виробництва ковбасних плавлених сирів.

## Продукція

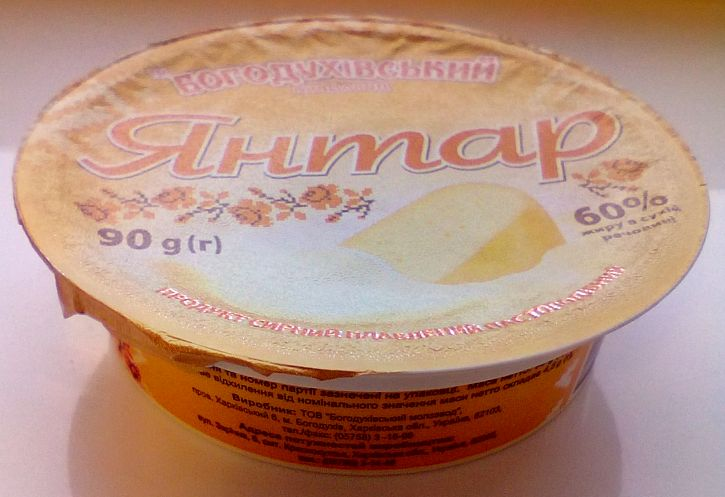
Богодухівський молзавод, продукт сирний плавлений пастоподібний.

Компанія випускає продукцію під власними торговельними марками (ТМ «Вот так», ТМ «Богодухівське сонечко», ТМ «Мілкер», ТМ «Козацька вечеря»). Крім того підприємство виробляє продукцію Privet Label для супермаркетів АТБ, Амстор, Ашан, Караван, Класс.

### Типи продукції
- Молоко і молоковмісні продукти
- Кефір і кефірні продукти
- Сметана і сметанні продукти
- Сирні вироби
- Ряжанка
- Сироватка
- Продукти сирні плавлені скибкові, продукти сирні плавлені ковбасні
- Сир твердий
- Сир плавлений скибковий
- Спред солодковершковий
- Масло солодковершкове
- Закуски бутербродні